# South Angle Lake
Der South Angle Lake (englisch für Südwinkelsee) ist ein hochsaliner, meromiktischer, 400 m langer und 150 m breiter See an der Ingrid-Christensen-Küste des ostantarktischen Prinzessin-Elisabeth-Lands. Er liegt am westlichen Ende der Mule-Halbinsel im Gebiet der Vestfoldberge.
Das Antarctic Names Committee of Australia benannte ihn 1955 nach seiner relativen Lage zum benachbarten North Angle Lake.